# Verdrag van Xanten
Het Verdrag van Xanten was een voorlopig vredesverdrag dat op 12 november 1614 in de stad Xanten werd gesloten tussen vertegenwoordigers van keurvorst Johan Sigismund van Brandenburg en paltsgraaf Wolfgang Willem van Neuburg. Het verdrag maakte een einde aan de tweede fase van de Gulik-Kleefse Successieoorlog (1609-1614) waarin de twee vorsten streden om het bezit van de hertogdommen Gulik, Kleef en Berg.

## De Gulik-Kleefse Successieoorlog
In 1609 overleed hertog Johan Willem van Gulik, Kleef en Berg zonder rechtstreekse erfgenamen. Verschillende vorsten maakten aanspraak op de erfenis, waaronder de keurvorst van Brandenburg en de paltsgraaf van Neuburg. Met steun van de Protestantse Unie, de Nederlandse Republiek en Frankrijk verdreven de twee vorsten het leger van de keizerlijke commissaris uit de stad Gulik en namen de hertogdommen in bezit. Het gezamenlijke bestuur van de twee vorsten werd echter niet erkend door de keizer en een deel van de Staten van de hertogdommen. 
In 1613 bekeerde Johan Sigismund van Brandenburg zich tot het calvinisme, terwijl Wolfgang Willem van Palts-Neuburg met een Beierse prinses trouwde en Rooms-katholiek werd. De spanningen tussen de twee vorsten liepen steeds verder op, zodat de gezamenlijke regering van de hertogdommen nauwelijks meer functioneerde. In mei 1614 kwam het tot een openlijke breuk. De keurvorst van Brandenburg kreeg steun van de Nederlandse Republiek terwijl Wolfgang Willem hulp kreeg van het Spaanse leger. Om het Twaalfjarig Bestand niet in gevaar te brengen vermeden de Nederlandse en Spaanse legers echter een openlijke confrontatie. In plaats daarvan probeerden beide partijen zoveel mogelijk steden te bezetten. De Nederlanders versterkten hun garnizoen in Gulik en veroverden het grootste deel van Kleef, met uitzondering van Wezel, Mark en Ravensberg, terwijl de Spanjaarden de rest van het hertogdom Gulik en Berg bezetten.

## Het verdrag
Onder internationale druk werden Wolfgang Willem en Johan Sigismund tot onderhandelen gedwongen. Op 13 oktober 1614 begonnen de eerste vredesbesprekingen in Xanten in het hertogdom Kleef. Engelse en Franse diplomaten traden op als bemiddelaars. De erfenis werd verdeeld tussen de twee partijen. Wolfgang Willem kreeg de hertogdommen Gulik en Berg met de hoofdstad Düsseldorf, het hertogdom Kleef, de graafschappen Mark en Ravensberg en de heerlijkheid Ravenstein vielen aan Johan Sigismund. De militaire situatie kwam grotendeels overeen met de verdeling van de hertogdommen.
Het verdrag werd echter slechts gedeeltelijk geïmplementeerd, vooral omdat geen overeenstemming werd bereikt over de aftocht van de Nederlandse en Spaanse troepen. De Nederlandse en Spaanse garnizoenstroepen versterkten hun posities en namen zelfs nieuwe steden in de hertogdommen in. Nieuwe onderhandelingen moesten tot een definitieve verdeling van de hertogdommen leidden. De voorlopige verdeling die in Xanten werd vastgelegd werd echter ook in de verdragen na 1614 grotendeels in stand gehouden.
Een bijzonderheid in het verdrag was de vrijheid van godsdienst, die de verdragsluitende partijen aan de ingezetenen beloofden. Deze was opmerkelijk in een tijd van godsdienstoorlogen, waarin de overheid meestal de religie bepaalde.